# Persone di nome Fredrik
| Questa pagina contiene informazioni ricavate automaticamente dalle voci biografiche con l'ausilio del template Bio e di un bot. L'aggiornamento è periodico e automatico e ricostruisce completamente la pagina. Se manca una persona in questa lista, sei pregato di non aggiungerla, ma accertati piuttosto che la sua voce biografica contenga il template Bio e che i dati anagrafici siano correttamente compilati. Se il template Bio manca, inseriscilo tu stesso o, in alternativa, metti l'avviso {{tmp\|Bio}} che ne segnala la mancanza. Se i dati riportati sono sbagliati, correggi direttamente la voce biografica; le modifiche saranno visibili in questa lista entro pochi giorni. Per chiarimenti vedi il progetto antroponimi. La lista contiene solo le 89 persone che sono citate nell'enciclopedia e per le quali è stato implementato correttamente il template Bio. Pagina aggiornata al 16 ott 2024. |

Questa è una lista di persone presenti nell'enciclopedia che hanno il prenome Fredrik, suddivise per attività principale.

## Allenatori di calcio(1)
- Fredrik Holmberg, allenatore di calcio e ex calciatore svedese (n. 1979)

## Antropologi(1)
- Fredrik Barth, antropologo norvegese (Lipsia, n. 1928 - Oslo, † 2016)

## Bassisti(1)
- Fredrik Larsson, bassista svedese (Lindome, n. 1974)

## Batteristi(1)
- Fredrik Andersson, batterista svedese (Svezia, n. 1975)

## Biatleti(1)
- Fredrik Lindström, biatleta svedese (Örnsköldsvik, n. 1987)

## Calciatori(38)
- Fredrik Aursnes, calciatore norvegese (Hareid, n. 1995)
- Fredrik Berglund, ex calciatore svedese (Borås, n. 1979)
- Fredrik André Bjørkan, calciatore norvegese (Bodø, n. 1998)
- Fredrik Brustad, ex calciatore norvegese (Oslo, n. 1989)
- Fredrik Bryngelsson, ex calciatore svedese (n. 1975)
- Fredrik Carlsen, ex calciatore norvegese (Oslo, n. 1989)
- Christoffer Carlsson, calciatore svedese (Falkenberg, n. 1989)
- Fredrik Dahm, calciatore norvegese (Oslo, n. 1982)
- Fredrik Gärdeman, ex calciatore svedese (n. 1968)
- Fredrik Gulbrandsen, calciatore norvegese (Oslo, n. 1992)
- Fredrik Gulsvik, calciatore norvegese (Flå, n. 1989)
- Fredrik Gustafson, ex calciatore svedese (n. 1977)
- Fredrik Hammar, calciatore svedese (n. 2001)
- Fredrik Haugen, calciatore norvegese (Bergen, n. 1992)
- Fredrik Hetty, calciatore norvegese (n. 1905 - † 1992)
- Fredrik Horn, calciatore norvegese (Oslo, n. 1916 - Oslo, † 1997)
- Fredrik Kjølner, ex calciatore norvegese (Nøtterøy, n. 1970)
- Fredrik Krogstad, calciatore norvegese (Oslo, n. 1995)
- Fredrik Midtsjø, calciatore norvegese (Levanger, n. 1993)
- Fredrik Norberg, calciatore svedese (n. 1983)
- Fredrik Nordback, ex calciatore finlandese (Hanko, n. 1979)
- Fredrik Nordkvelle, calciatore norvegese (Porsgrunn, n. 1985)
- Fredrik Oldrup Jensen, calciatore norvegese (Porsgrunn, n. 1993)
- Fredrik Oppegård, calciatore norvegese (Oslo, n. 2002)
- Fredrik Pallesen Knudsen, calciatore norvegese (Bergen, n. 1996)
- Fredrik Persson, ex calciatore svedese (n. 1983)
- Fredrik Risp, ex calciatore svedese (Lysekil, n. 1980)
- Fredrik Semb Berge, calciatore norvegese (Skien, n. 1990)
- Fredrik Sjølstad, calciatore norvegese (Oslo, n. 1994)
- Fredrik Sjøvold, calciatore norvegese (Trondheim, n. 2003)
- Fredrik Söderström, ex calciatore svedese (Ludvika, n. 1973)
- Fredrik Stoor, ex calciatore svedese (Stoccolma, n. 1984)
- Fredrik Strømstad, calciatore norvegese (Kristiansand, n. 1982)
- Fredrik Thorsen, ex calciatore norvegese (n. 1975)
- Fredrik Torsteinbø, calciatore norvegese (Stavanger, n. 1991)
- Oscar Uddenäs, calciatore svedese (Lomma, n. 2002)
- Fredrik Ulvestad, calciatore norvegese (Ålesund, n. 1992)
- Fredrik Winsnes, ex calciatore norvegese (Trondheim, n. 1975)

## Canottieri(1)
- Fredrik Bekken, ex canottiere norvegese (n. 1975)

## Cantanti(1)
- Augustine, cantante svedese (Jörlanda, n. 1996)

## Cavalieri(1)
- Fredrik Rosencrantz, cavaliere svedese (Tomelilla, n. 1879 - Malmö, † 1957)

## Chitarristi(2)
- Fredrik Åkesson, chitarrista svedese (Stoccolma, n. 1972)
- Fredrik Thordendal, chitarrista svedese (Umeå, n. 1970)

## Ciclisti su strada(2)
- Fredrik Dversnes, ciclista su strada norvegese (Egersund, n. 1997)
- Fredrik Kessiakoff, ex ciclista su strada, mountain biker e ciclocrossista svedese (Nacka, n. 1980)

## Compositori(2)
- Fredrik Kempe, compositore svedese (Vårgårda, n. 1972)
- Fredrik Pacius, compositore e direttore d'orchestra tedesco (Amburgo, n. 1809 - Helsinki, † 1891)

## Direttori della fotografia(1)
- Fredrik Wenzel, direttore della fotografia svedese (Fässberg, n. 1978)

## Esploratori(1)
- Fredrik Hjalmar Johansen, esploratore norvegese (Skien, n. 1867 - Oslo, † 1913)

## Fondisti(1)
- Fredrik Östberg, ex fondista svedese (Sollentuna, n. 1979)

## Generali(1)
- Fredrik Vilhelm von Hessenstein, generale e nobile svedese (Stoccolma, n. 1735 - Panker, † 1808)

## Geologi(1)
- Fredrik Johan Wiik, geologo e mineralogista finlandese (Helsinki, n. 1839 - Helsinki, † 1909)

## Giocatori di calcio a 5(2)
- Fredrik Høgaas, ex giocatore di calcio a 5 e ex calciatore norvegese (Steinkjer, n. 1985)
- Fredrik Nilsen, giocatore di calcio a 5 e calciatore norvegese (Lørenskog, n. 1988)

## Golfisti(1)
- Fredrik Andersson Hed, golfista svedese (Halmstad, n. 1972 - Halmstad, † 2021)

## Hockeisti su ghiaccio(3)
- Fredrik Pettersson, ex hockeista su ghiaccio svedese (Göteborg, n. 1987)
- Fredrik Sjöström, ex hockeista su ghiaccio svedese (Färgelanda, n. 1983)
- Fredrik Stillmann, ex hockeista su ghiaccio svedese (Jönköping, n. 1966)

## Ingegneri(2)
- Fredrik Ljungström, ingegnere e imprenditore svedese (Stoccolma, n. 1875 - Stoccolma, † 1964)
- Fredrik Vogt, ingegnere norvegese (Kristiania, n. 1892 - Oslo, † 1970)

## Lottatori(1)
- Fredrik Bjerrehuus, lottatore danese (Herning, n. 1990)

## Matematici(1)
- Carl Størmer, matematico e astrofisico norvegese (Skien, n. 1874 - Oslo, † 1957)

## Medici(1)
- Fredrik Kiil, medico norvegese (Narvik, n. 1921 - Oslo, † 2015)

## Mezzofondisti(1)
- Teodor Koskenniemi, mezzofondista finlandese (Vihti, n. 1887 - Vihti, † 1965)

## Pallamanisti(1)
- Fredrik Petersen, ex pallamanista e allenatore di pallamano svedese (Ystad, n. 1983)

## Pentatleti(1)
- Fredrik Svensson, pentatleta svedese (n. 1976)

## Pittori(1)
- Fredrik Marinus Kruseman, pittore olandese (Haarlem, n. 1816 - Saint-Gilles, † 1882)

## Politici(2)
- Axel von Fersen il Vecchio, politico e generale svedese (Stoccolma, n. 1719 - Stoccolma, † 1794)
- Fredrik von Otter, politico svedese (Fägred, n. 1833 - Karlskrona, † 1910)

## Produttori discografici(1)
- Fredrik Nordström, produttore discografico e chitarrista svedese (Stoccolma, n. 1967)

## Schermidori(1)
- Fredrik Nilsson, schermidore svedese (n. 1973)

## Sciatori alpini(5)
- Fredrik Bauer, ex sciatore alpino svedese (n. 1995)
- Fredrik Møller, sciatore alpino norvegese (n. 2000)
- Fredrik Nordh, ex sciatore alpino svedese (Gällivare, n. 1984)
- Fredrik Söderberg, ex sciatore alpino svedese (n. 1986)
- Fredrik Zimmer, ex sciatore alpino norvegese (n. 1965)

## Scrittori(5)
- Fredrik Aalto, scrittore e insegnante finlandese (Lappi, n. 1854 - Kalanti, † 1917)
- Fredrik Backman, scrittore svedese (Brännkyrka, n. 1981)
- Fredrik Bajer, scrittore, pacifista e insegnante danese (Næstved, n. 1837 - Copenaghen, † 1922)
- Fredrik Cygnaeus, scrittore, poeta e critico letterario finlandese (Hämeenlinna, n. 1807 - Helsinki, † 1881)
- Fredrik Sjöberg, scrittore, biologo e entomologo svedese (Västervik, n. 1958)

## Storici(1)
- Fredrik Ferdinand Carlson, storico svedese (Alsike, n. 1811 - Stoccolma, † 1887)

## Tastieristi(1)
- Fredrik Hermansson, tastierista svedese (n. 1976)

## Teologi(1)
- Fredrik Nielsen, teologo e vescovo luterano danese (Aalborg, n. 1846 - Aarhus, † 1907)